# Las Parinas

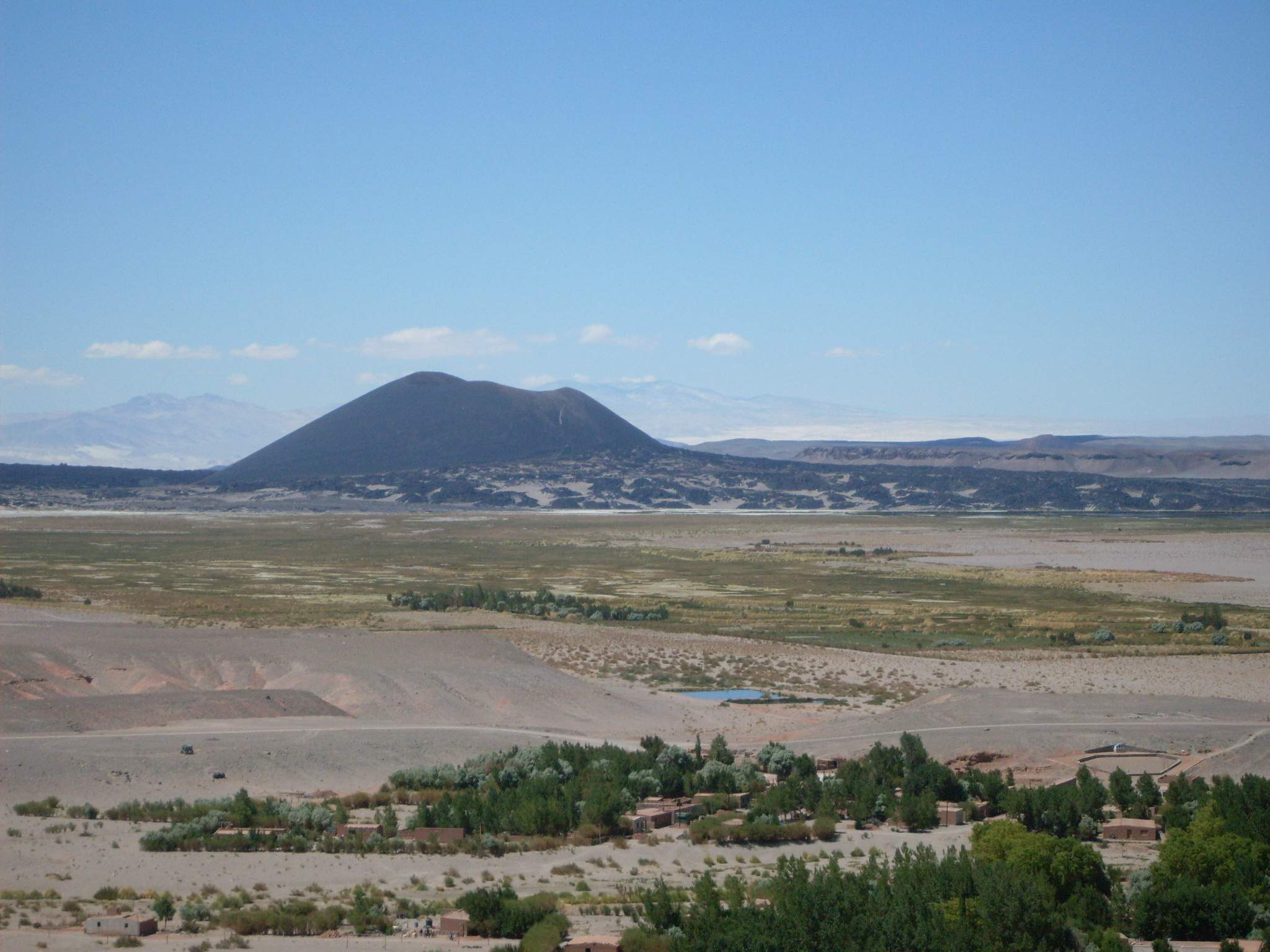
Vulkanen Antofagasta.

Las Parinas är en geologisk och kulturell region i nordvästra Argentina bestående av unik vulkanisk geomorfologi men också en lång mänsklig bosättningshistoria. Idag är regionen ett viktigt centrum för djurhållning, där primärt lama och får föds upp för deras ull som används i olika textilier. Regionen var en tid uppsatt pålandets förhandslista (tentativa lista) över framtida världsarvsnomineringar för dess påstådda globala natur- och kulturvärde.